# Bolitoglossa yucatana
Bolitoglossa yucatana е вид земноводно от семейство Plethodontidae. Видът не е застрашен от изчезване.

## Разпространение
Разпространен е в Белиз и Мексико.

## Описание
Популацията на вида е намаляваща.